# Guilmécourt
Guilmécourt là một xã thuộc tỉnh Seine-Maritime trong vùng Normandie miền bắc nước Pháp.

## Huy hiệu
| Arms of Guilmécourt | The arms of Guilmécourt are blazoned: Quarterly 1: argent, a mallet vert; 2&3 Azure étincelé, a lion argent; 4: argent, a pinecone vert. (étincelé is an obscure semy of 'sparks' often tiny 'stars' as here) |

## Dân số
| Năm | 1962 | 1968 | 1975 | 1982 | 1990 | 1999 | 2006 |
| --- | ---- | ---- | ---- | ---- | ---- | ---- | ---- |
| Dân số | 166  | 185  | 185  | 245  | 240  | 241  | 261  |
| From the year 1962 on: No double counting—residents of multiple communes (e.g. students and military personnel) are counted only once. |      |      |      |      |      |      |      |